# Joseph Berchtold
Joseph Berchtold (6. března 1897 Ingolstadt – 23. srpna 1962 Herrsching am Ammersee) byl německý nacistický funkcionář, v letech 1926–1927 říšský vůdce Schutzstaffel. Stál u zrodu polovojenských organizací Sturmabteilung (SA) Schutzstaffel (SS).
Sloužil v první světové válce a po porážce Německého císařství vstoupil do tehdy malé krajně pravicové Německé dělnické strany (DAP). Ve straně zůstal i poté, co se přejmenovala na Národně socialistickou německou dělnickou stranu (nacistická strana; NSDAP), a od dubna 1926 do března 1927 působil jako druhý říšský vůdce Schutzstaffel. Po své rezignaci na tuto funkci psal pro nacistické časopisy. Po konci druhé světové války byl zatčen Spojenci a později propuštěn. Zemřel v roce 1962 a byl tak poslední žijící osobou s hodností říšského vůdce Schutzstaffel a jediným, který přežil druhou světovou válku.

## Mládí a vzdělání
Narodil se 6. března 1897 v Ingolstadtu a mezi roky 1903 a 1915 navštěvoval školu v Mnichově. Během první světové války sloužil v Bavorské armádě a na konci války dosáhl hodnosti podporučíka. Po válce vystudoval ekonomii na Mnichovské univerzitě a získal zaměstnání jako novinář. Počátkem roku 1920 vstoupil do tehdy malé krajně pravicové Německé dělnické strany. Ve straně zůstal i poté, co se přejmenovala na Národně socialistickou německou dělnickou stranu (nacistická strana; NSDAP), a do svého odchodu v červenci 1921 působil jako její pokladník.

## Kariéra v Sturmabteilung
V roce 1922 opět vstoupil do strany a stal se členem polovojenské organizace Sturmabteilung, která zajišťovala ochranu nacistických shromáždění. Předseda strany Adolf Hitler nařídil v roce 1923 vytvořit jednotku Stabswache s cílem chránit vedení NSDAP. Jednotku tvořilo osm mužů, kterým veleli Julius Schreck a Berchtold. Později téhož roku byla jednotka přejmenována na Stoßtrupp-Hitler.
Dne 9. listopadu 1923 se Stoßtrupp-Hitler spolu s SA a několika dalšími polovojenskými organizacemi zúčastnila pivního puče. Puč se nezdařil a skončil smrtí 16 nacistů, tří policistů a jednoho civilisty. Po puči byli Hitler a další nacističtí vůdci uvězněni ve věznici Landsberg. Nacistická strana a k ní přidružené organizace byly rozpuštěny a postaveny mimo zákon. Berchtoldovi se podařilo uprchnout do rakouského Tyrolska. V roce 1924 jej zvláštní lidový soud v nepřítomnosti odsoudil k trestu odnětí svobody. Během svého pobytu v Rakousku se nadále podílel na chodu nacistické strany, ačkoli byla nezákonná.
Když byl Hitler 20. prosince 1924 propuštěn z vězení, působil Berchtold jako okresní ředitel nacistické strany v rakouských Korutanech a vedl tamější SA. Po obnovení strany 20. února 1925 do ní Berchtold opět vstoupil jako člen č. 964. V březnu 1926 se vrátil z Rakouska do Mnichova. Nedlouho poté se stal šéfem SA v Mnichově.

## Kariéra v Schutzstaffel
Dne 15. dubna 1926 nahradil Juliuse Schrecka ve funkci říšského vůdce Schutzstaffel, zvláštního oddílu Sturmabteilung. Dne 1. března 1927 na funkci rezignoval a nahradil jej Erhard Heiden.

## Hodnosti
- Říšský vůdce SS – 1. listopadu 1926[1]
- SA-Oberführer – 1. ledna 1933[1]
- SA-Brigadeführer – 9. listopadu 1934[1]
- SA-Gruppenführer – 1. května 1937[1]
- SA-Obergruppenführer – 30. ledna 1942[1]

## Vyznamenání
- Vojenský záslužný kříž Bavorského království[12]
- Železný kříž – II. třída (1914)[12]
- Zlatý stranický odznak (1933)[13]
- Čestný prýmek starého bojovníka (1934)[12]
- Kříž cti (1934)[13]
- Řád krve (1934)[13]